# Baumannhuset (Aarhus)
Baumannhuset er en fredet bygning i Aarhus, Danmark. Bygningen er opført i 1911 som administrationsbygning for centralværkstedet og blev opført i det nationale register over fredede bygninger  af Kulturarvsstyrelsen den 18. september 1996.  Bygningen ligger på Jægergårdsgade i tilknytning til Aarhus Centralværksted i  Aarhus midtby. 

## Historie
Bygningen blev opført som administrationskontor for DSBs centrale værksteder i Aarhus. Værkstederne havde været det primære reparationsanlæg for tog og sporvogne i Jylland og Fyn fra 1880 og arbejdsstyrken var vokset støt til omkring 750 mennesker i 1910. Den konstante udvidelse af de nationale jernbaner og det voksende rullende materiel betød, at værkstederne konstant blev udvidet, hvilket krævede en administrativ enhed til at føre tilsyn med arbejdet. Kontorbygningen stod færdig i 1911.
Arbejdsstyrken toppede med omkring 1.850 mennesker i efterkrigsårene, men i 1950'erne blev reparationsarbejdet gradvist centraliseret i København, og arbejdsstyrken begyndte gradvist at skrumpe i de følgende årtier. I 1990 besluttede DSB at lukke anlægget og omplacere de resterende 140 arbejdere. Bygningerne blev fredet i 1995, hvorefter den blev solgt.
I 2007 blev de to nederste etager brugt til fitness og spinning.

## Arkitektur
Bygningen er tegnet af Povl Baumann, som bygningen har fået sit navn fra. Bygningen har kraftige proportioner og står i modsætning til andre bygninger i området frit adskilt fra andre strukturer. Det er beliggende på det højeste punkt i området, på en bakke med udsigt over værkstederne nedenfor. Byggematerialet er røde mursten som de fleste andre konstruktioner i området. Taget er skråtstillet og har et stort kvistvindue på frontfacaden med altan på toppen, mens der er en række mindre kvistvinduer bagved. Gesimser af mursten indrammer udhænget på for- og bagsiden.